# Сенцово (Калининградская область)
Сенцово (до 1928 — Паббельн (нем. Pabbeln), до 1946 — Амвальде (нем. Amwalde)) — посёлок в Черняховском районе Калининградской области. Входил в состав Свободненского сельского поселения.

## История
Поселок назывался Бабелей около 1564, Пабалляй до 1638, Пабаллен до 1642, Паббельн до 1928, Амвальде до 1946 года

## Население
| 1910 | 1933 | 1939 | 2002 | 2010 |
| ---- | ---- | ---- | ---- | ---- |
| 245  | ↗258 | ↘232 | ↘131 | ↘74  |